# Breuillet (Charente-Maritime)
Breuillet ist eine südwestfranzösische Gemeinde mit 3060 Einwohnern (Stand 1. Januar 2022) im Département Charente-Maritime in der Region Nouvelle-Aquitaine.

## Lage
Breuillet liegt auf der Halbinsel Arvert auf dem Nordostufer der Gironde in der historischen Kulturlandschaft der Saintonge etwa zehn Kilometer (Fahrtstrecke) in nördlicher Richtung von Royan entfernt.

## Bevölkerungsentwicklung
| Jahr      | 1962 | 1968 | 1975 | 1982 | 1990 | 1999 | 2006 | 2016 | 2019 |
| Einwohner | 847  | 926  | 1073 | 1346 | 1863 | 2178 | 2495 | 2847 | 3010 |

In der ersten Hälfte des 19. Jahrhunderts hatte Breuillet beständig um die 1300 Einwohner. In der zweiten Hälfte des 19. und in der ersten Hälfte des 20. Jahrhunderts führten die Reblauskrise im Weinbau und die Mechanisierung der Landwirtschaft zu einem Bevölkerungsrückgang auf knapp über 600 Einwohner. Nach dem Zweiten Weltkrieg erlebte die Gemeinde einen beständigen Anstieg der Einwohnerzahlen, was wohl im Wesentlichen auf die Nähe zur Stadt Royan und die vergleichsweise niedrigen Mieten und Grundstückspreise in Breuillet zurückzuführen ist.

## Wirtschaft
Seit Jahrhunderten spielt die Landwirtschaft die dominierende Rolle im Wirtschaftsleben der Gemeinde. Diese gehört zu den Bons Bois des Weinbaugebiets Cognac, doch wegen der Absatzkrise bei teuren Weinbränden wird kaum noch Wein angebaut; die Bauern in der Umgebung sind zumeist wieder zur 'normalen' Landwirtschaft zurückgekehrt. Der Tourismus spielt seit den 1960er Jahren auf der gesamten Halbinsel Arvert eine wichtige Rolle.

## Geschichte
Bei Ausgrabungsarbeiten wurden neolithische Silexfunde und Steinbeile entdeckt. Luftbildaufnahmen gegen Ende der 1970er Jahre führten zur Entdeckung einer keltische Siedlung sowie einer Nekropole. Eine wichtige Römerstraße, die Saintes (Mediolanum Santonum) mit Barzan (Novioregum) verband, führte durch das Gemeindegebiet. Im Jahre 844 ist in den Urkunden ein Normannenüberfall verzeichnet, dem jedoch hauptsächlich der Nordwesten der Halbinsel Arvert zum Opfer fiel. Im Jahr 1186 ist die Übertragung der Kirche (und des Ortes) von Breuillet an die Abtei von Cluny dokumentiert. Im Hundertjährigen Krieg (1337–1453) oder während der Hugenottenkriege (1562–1598) wurden Chor und Transept der Kirche zerstört und niemals wieder aufgebaut. In den Jahren 1541–1548 gab es im Gebiet der Saintonge Volksaufstände gegen die Salzsteuer (gabelle), unter der vor allem die Fischer und Fischhändler der Region zu leiden hatten. Im Jahr 1603 suchte eine Pestepidemie die Gegend heim.

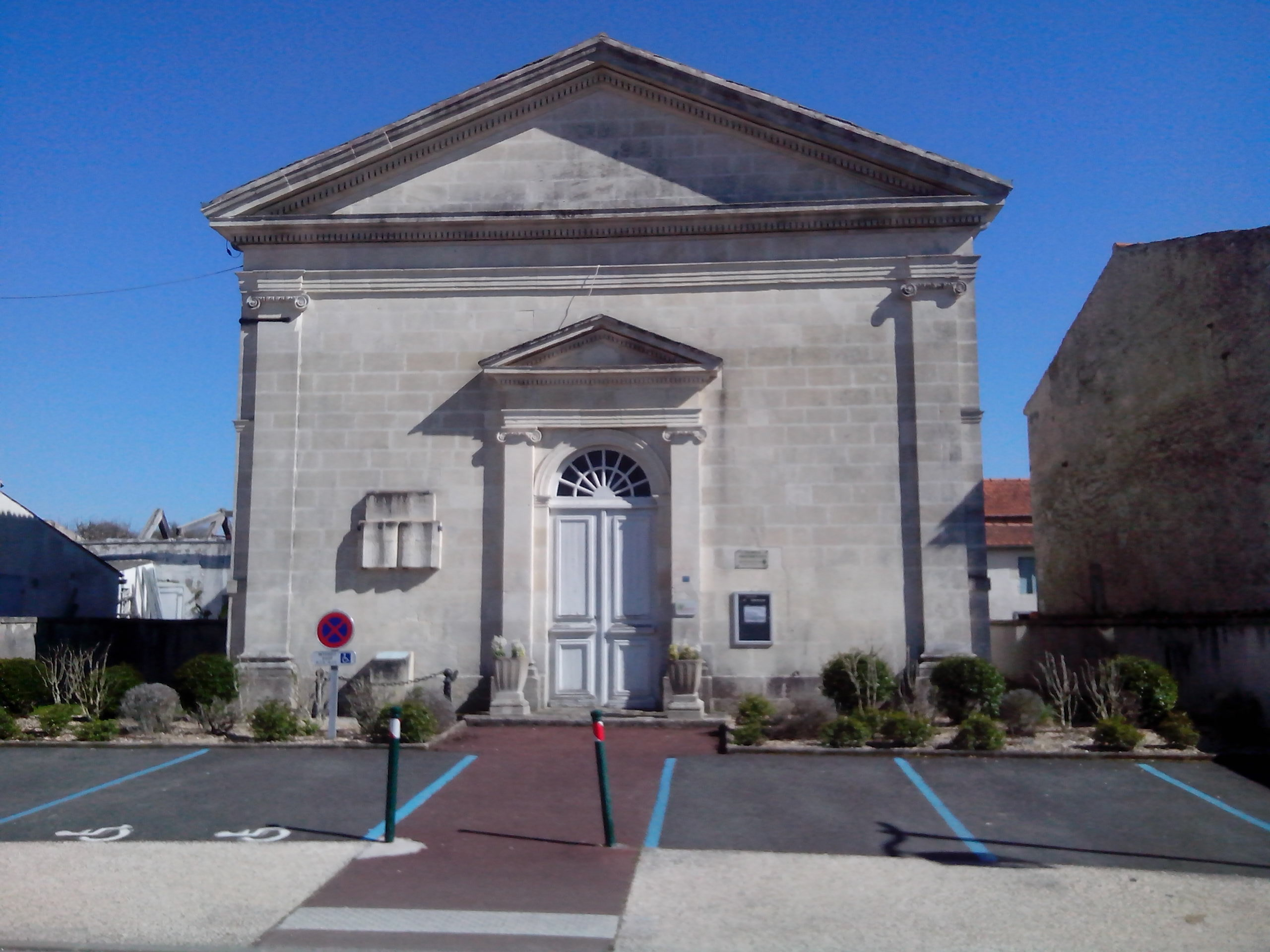
Temple

Der Widerruf des von Heinrich IV. erlassenen Edikts von Nantes (1598) durch Ludwig XIV. im Edikt von Fontainebleau (1685) führte zu einer Auswanderungswelle vieler Protestanten nach 'Neufrankreich' oder in die umliegenden Länder Europas. Die meisten Protestanten blieben jedoch im Lande und praktizierten ihren Glauben heimlich (Église du Désert). Im ausgehenden 18. Jahrhundert entspannte sich auf der Halbinsel Arvert unter dem liberalen Gouverneur Jean Charles de Saint-Nectaire die Situation und nach den glaubensfeindlichen Jahren der Französischen Revolution wurden in den 1840er Jahren wieder protestantische Gotteshäuser gebaut. Kleine Fassadenaufrisse der protestantischen und der katholischen Kirche des Ortes finden sich übrigens nebeneinander und gleichberechtigt in einem aufgeschlagenen Buch in der Mitte des Stadtwappens.

## Sehenswürdigkeiten

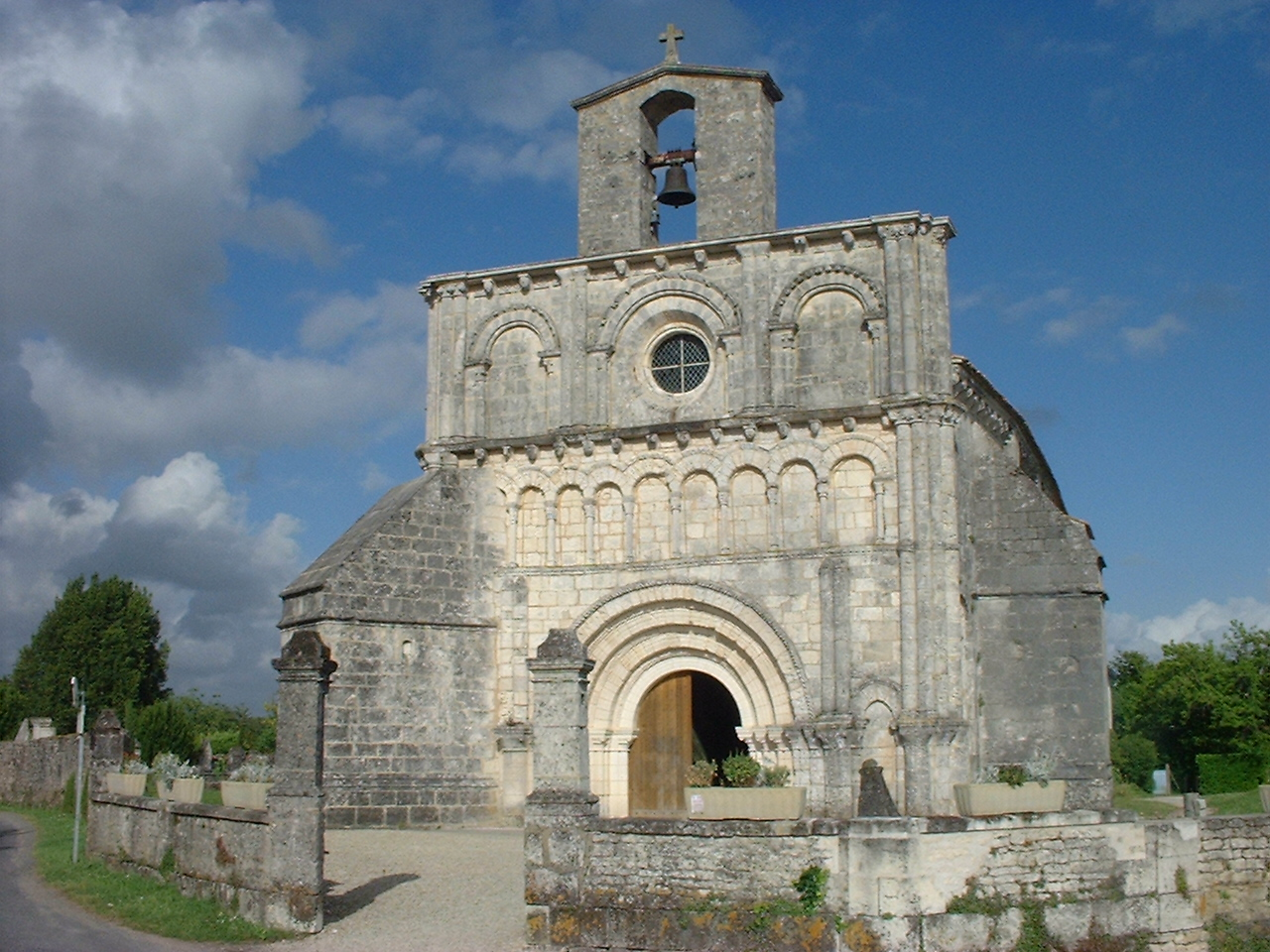
Kirche Saint-Vivien

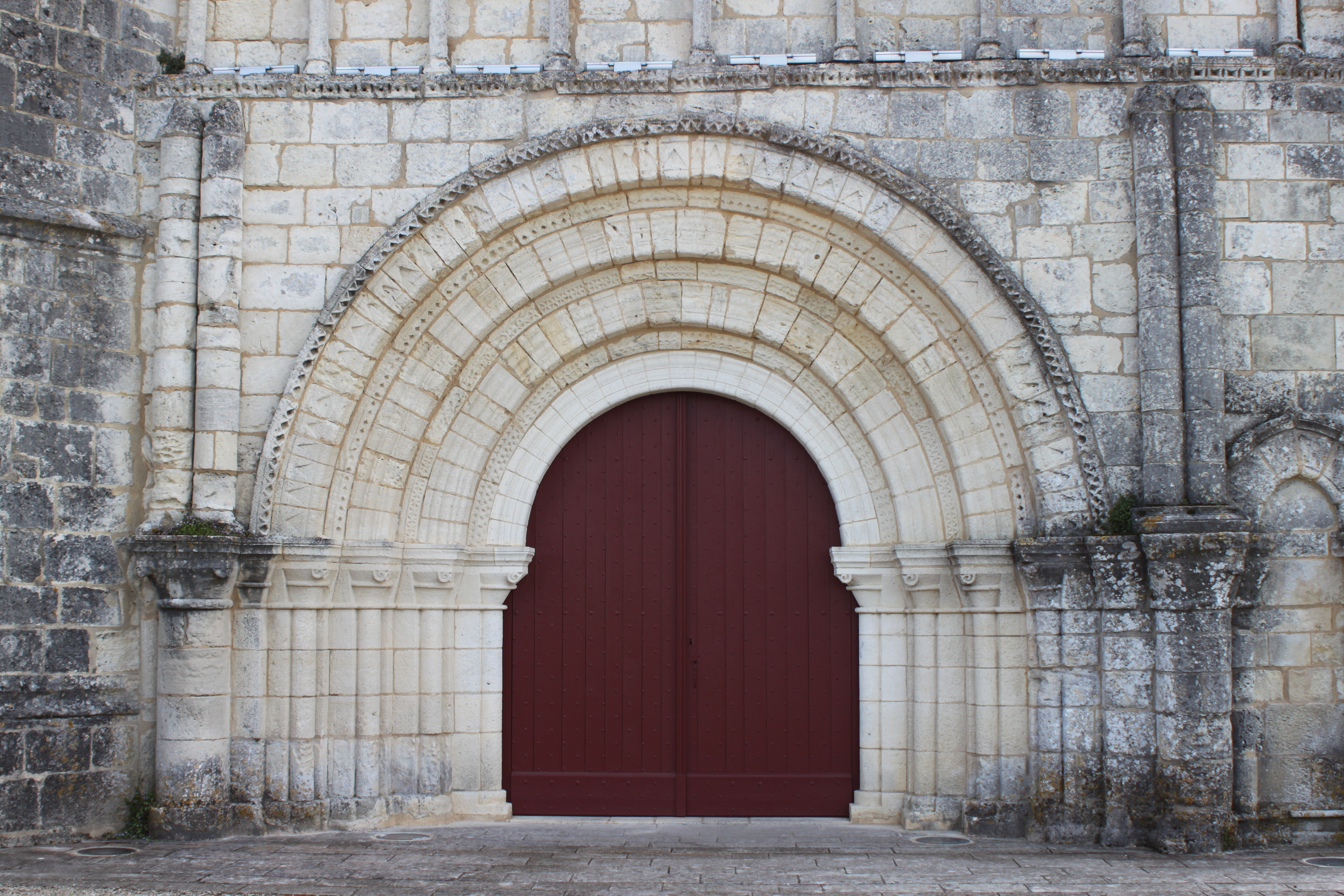
Archivoltenportal

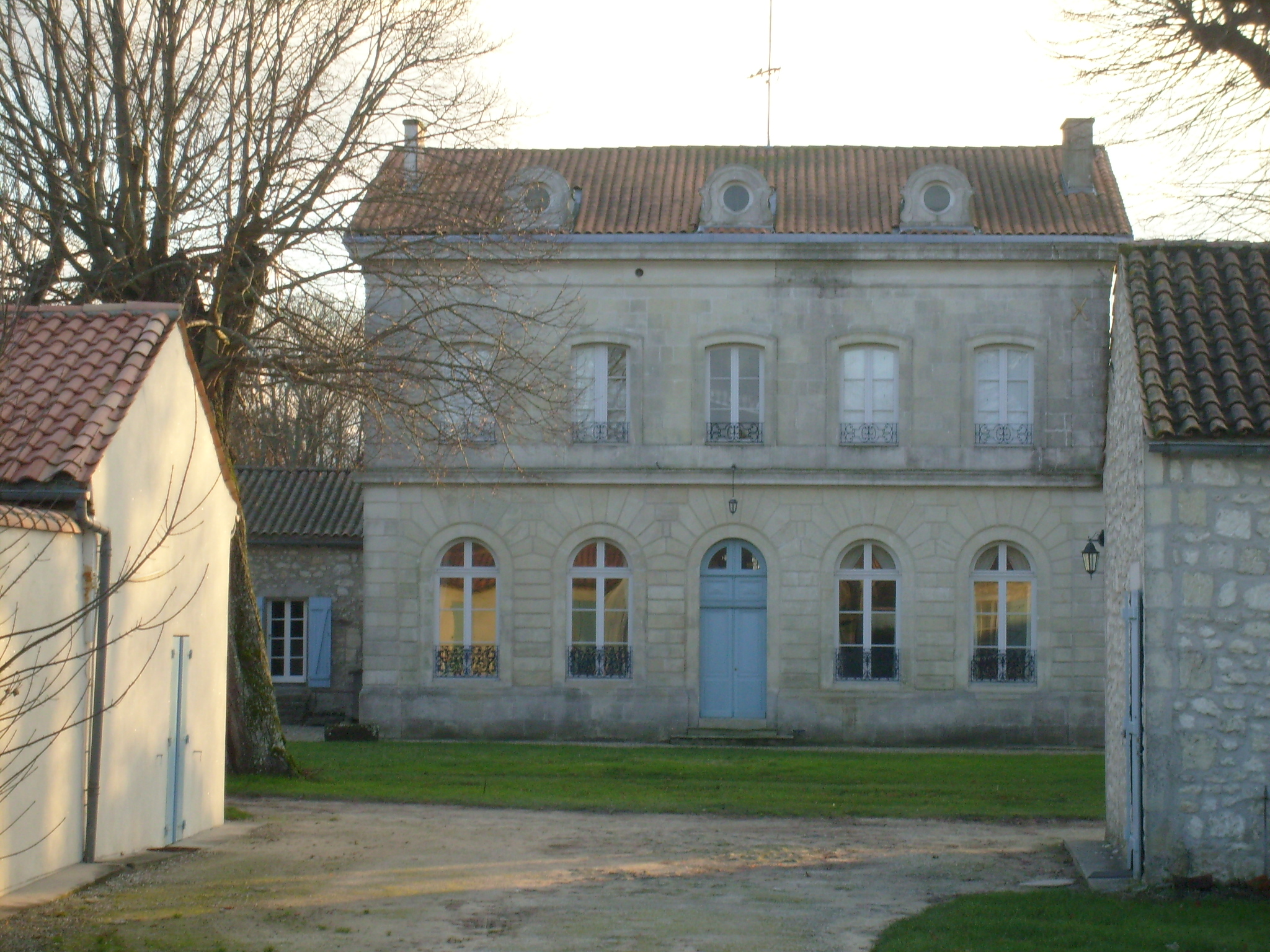
Logis de Taupignac

- Die katholische Pfarrkirche Saint-Vivien stammt aus dem beginnenden 12. Jahrhundert. Hervorstechender Bauteil ist die Westfassade, die – nach weiter nördlich gelegenen Vorbildern (z. B. Saint-Pierre in Pérignac oder Notre-Dame (Échillais)) – einen dreigeschossigen und nahezu quadratischen Aufriss hat: Die untere Zone wird dominiert von einem Archivoltenportal, dem beidseitig Doppeldienste und je ein kleines Blendportal zugeordnet waren; das rechte ist noch vorhanden, das linke ist von einem massiven Strebepfeiler des 15. Jahrhunderts an der Ecke überbaut. Die mittlere Ebene ist mit einer Reihe von Blendarkaden geschmückt; sie endet oben in einem teilweise figürlichen Konsolenfries. Darüber befindet sich eine dreibogige Struktur, die mit ihrem breiteren und leicht erhöhten Mittelfeld ein Triumphbogenmotiv nachahmt. Während das mittlere Rundfenster dem Kirchenschiff Licht spendet, verbergen die seitlichen Bogenfelder die Schrägen des Satteldachs. Der kleine einbogige Glockengiebel ist eine Hinzufügung des 18. Jahrhunderts. Die Seiten der Fassade werden von Bündelsäulen bzw. -diensten gerahmt und stabilisiert. Das Innere der Kirche ist einschiffig und tonnengewölbt; Apsis und Transept (wahrscheinlich auch ein ehemals vorhandener Vierungsturm) wurden zerstört – die heutige Apsis stammt aus dem 19. Jahrhundert. Der Kirchenbau ist seit dem Jahre 1914 als Monument historique[1] anerkannt.
- Die protestantische Kirche (temple) ist ein schmuckloser, aber in seinen Proportionen sehr ausgewogener neoklassizistischer Bau aus dem Jahr 1841. Links neben dem Eingangsportal befindet sich eine Inschrifttafel, die aus einem im Vorort Le Billeau gelegenen Vorgängerbau stammt. Die Inschrift lautet: „Glaube an Jesus, den Herrn und du wirst gerettet werden.“ (Apg 16,31 EU)
- Das zweigeschossige Logis de Taupignac stammt aus dem 17. Jahrhundert; die Fenster bzw. Türen im Erdgeschoss haben Rundbögen, die im Obergeschoss Segmentbögen. Der Dachbereich ist durch drei barock geschwungene Lukarnen mit Rundfenstern ('Ochsenaugen') aufgelockert.
- Das Logis de Chalézac stammt ursprünglich aus dem 16. Jahrhundert, es wurde jedoch Mitte des 18. Jahrhunderts komplett umgebaut und diente jahrelang als Weingut. Heute befindet sich auf dem Gelände eine der bedeutendsten Anpflanzungen von Nussbäumen in Europa.